# Штайнхайм (Вестфалия)

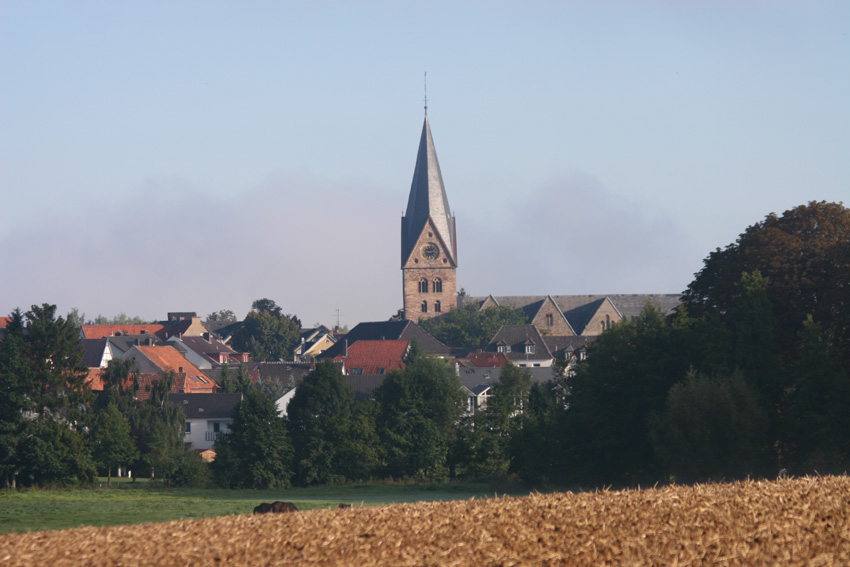
Вид на Штайнхайм с католической приходской церковью Св. Марии

Штайнхайм (нем. Steinheim) — город в Германии, в земле Северный Рейн-Вестфалия.
Подчинён административному округу Детмольд. Входит в состав района Хёкстер. Население составляет 13 169 человек (на 31 декабря 2010 года). Занимает площадь 75,68 км². Официальный код — 05 7 62 032.
Город подразделяется на 13 городских районов.

Город Штайнхайм, основан приблизительно в 1242—1247 годах. До этого времени он являлся укрепленным форпостом. Впоследствии образовался городок расцвет которого пришелся на 1523—1531 годы, как наиболее удобный торговый маршрут внутренней экономики.
С 1200-х и по 1945 годы, сначала официальными, а потом и номинальными но не лишенными власти, правителями города были Штайнхаймы, имя которых и получил город. Доподлинно известно, что последний официально-номинальный мэр города, Генрих Штайнхайм, оберст (полковник) СС, начал передавать информацию о расположении войск Германии командованию Красной Армии.
В 1945 году он был раскрыт, но сумел бежать из-под ареста, убив трёх дознавателей и четырёх солдат армии Рейха, после чего добрался до расположения войск Красной Армии и впоследствии эмигрировал в СССР. В 1947 году был арестован НКВД и отправлен в один из лагерей, где содержались политически неугодные люди.
Дальнейшая судьба Генриха Штайнхайма неизвестна, но по-некоторым сведениям он отбыл свой срок и позже переехал в Псков.
Род Штайнхаймов до сих пор почитаем местным населением. Также за Штайхаймами до сих пор сохраняется роль верховного судьи и мэра города.